# دود مایع

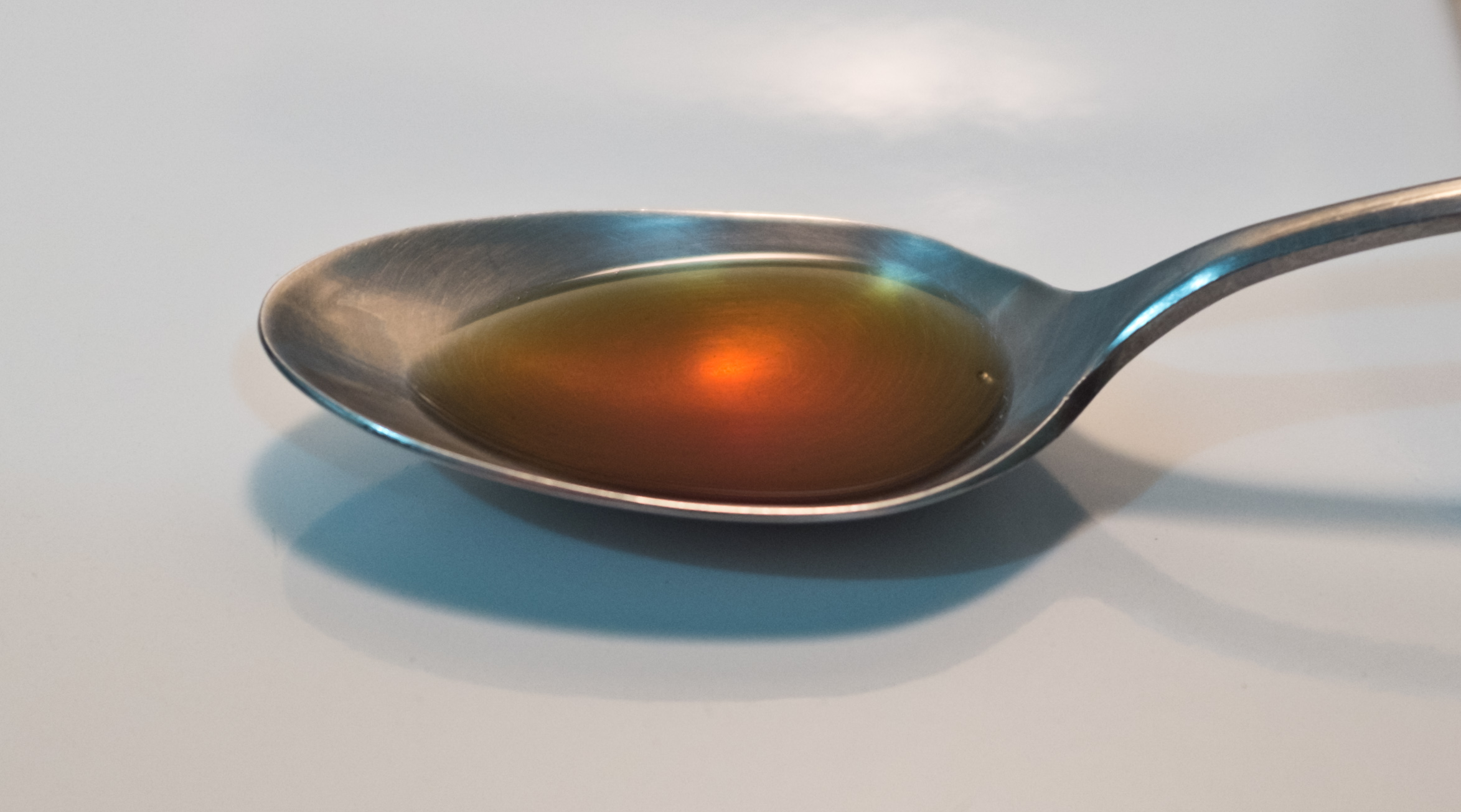
یک قاشق دود مایع

دود مایع (انگلیسی: Liquid smoke) آب یا روغن حاوی عصارهٔ دود حاصل از سوختن چوب است که عطر و طعم دودی در مواد غذایی ایجاد می‌کند.
دود مایع از همان دود حاصل از سوزاندن چوب درختان به دست می‌آید با این تفاوت که این دود را تقطیر، تصفیه و تغلیظ کرده و میزان کمی از آن را با آب یا روغن مخلوط و به شکل مایع درمی‌آورند.